# 夢記

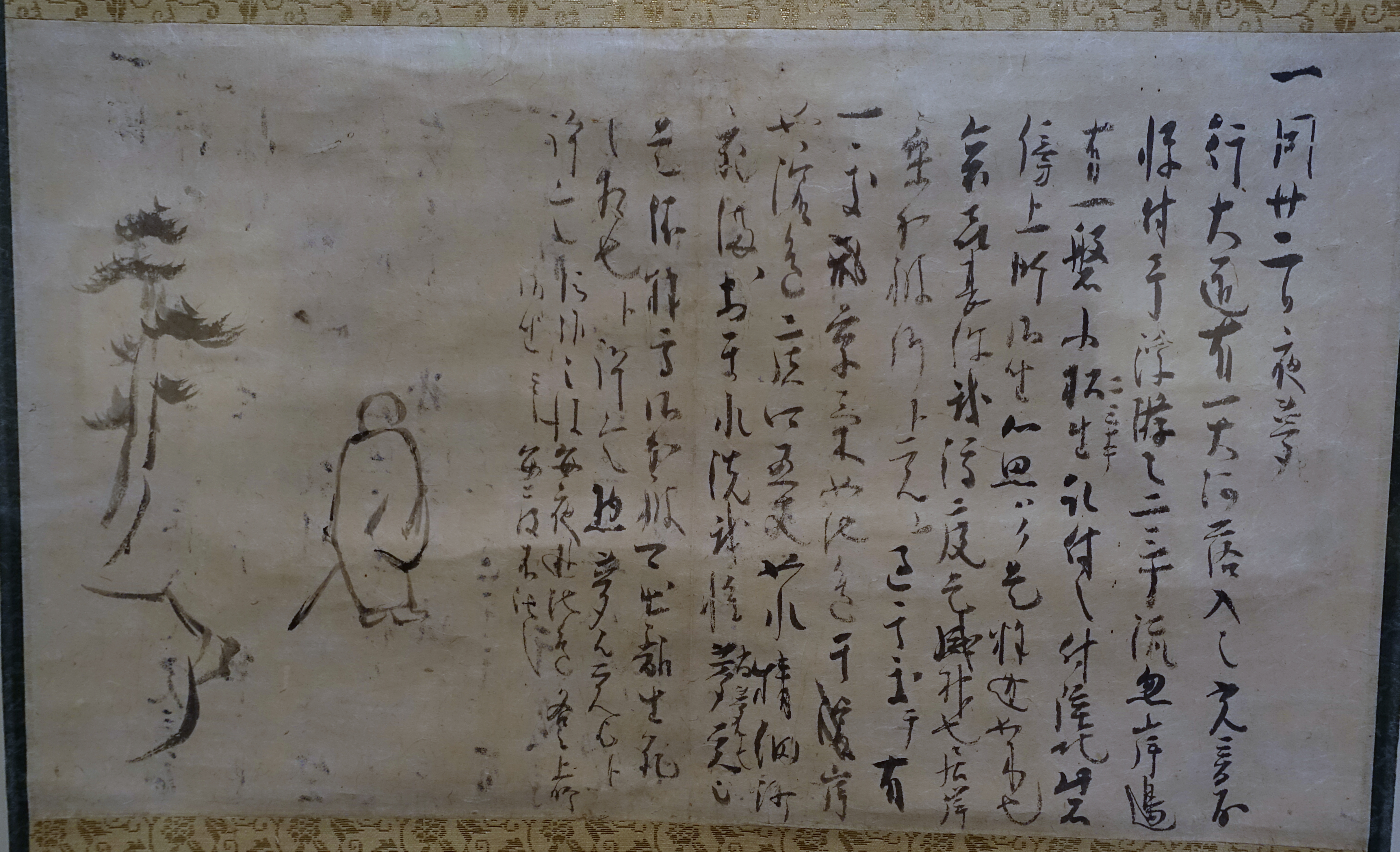
『夢記』自筆本

『夢記』（ゆめのき）是鎌倉時代初期，華嚴宗中興之祖明惠上人的夢日記，也稱『御夢記』或『御夢御日記』。

## 概要
夢記是明惠上人從建久2年（1191年）至入寂前年的寛喜3年（1231年），約40年之間，記錄自己夢境的日記。現在，高山寺保存17件（1卷・9通・2帖・2冊・3幅），其餘分散在各地。

## 關連項目
- 夢分析
- 夢日記

## 外部連結
- 明恵上人夢記|京都国立博物館